# Platting

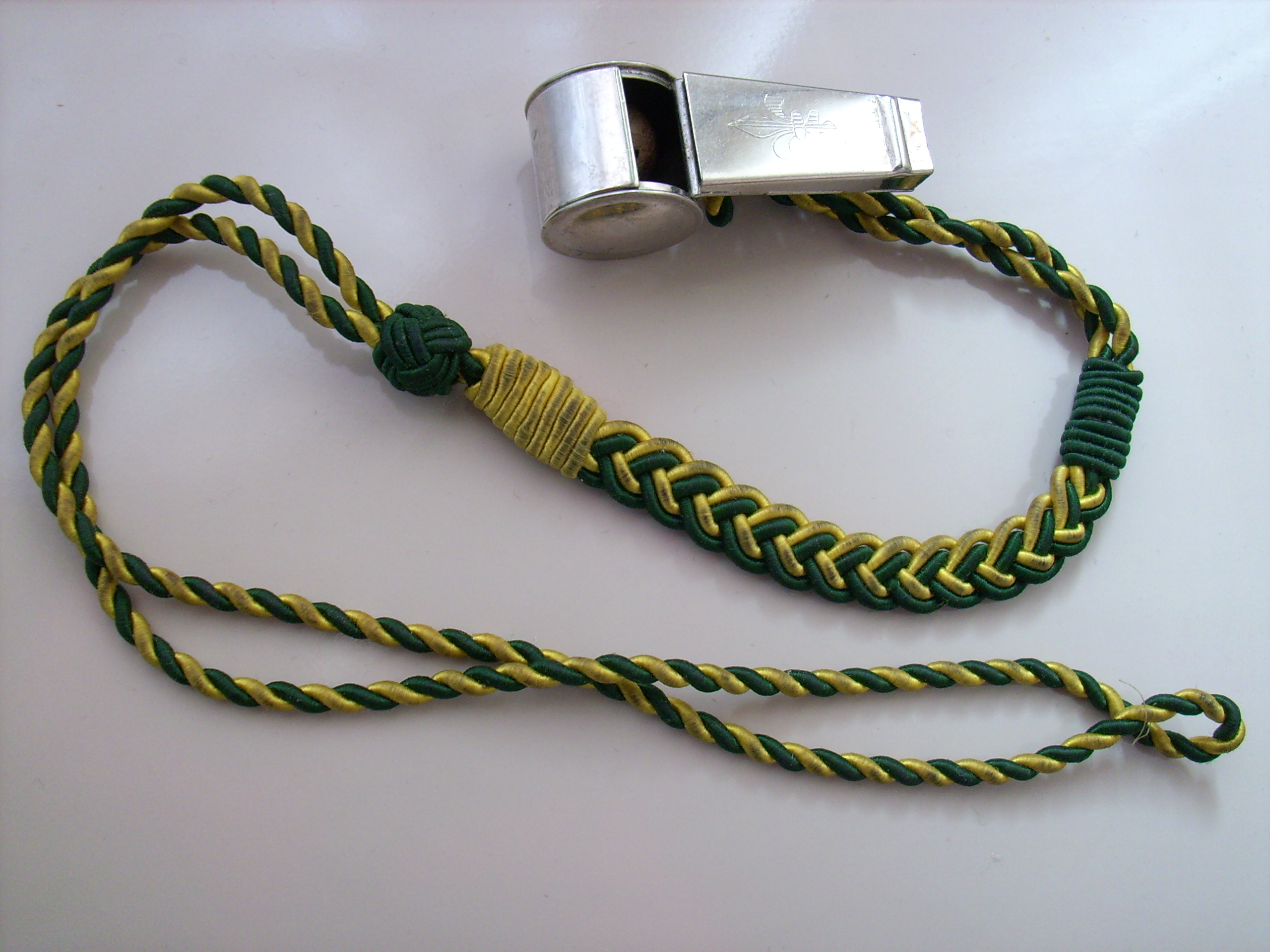
Platting an einer Pfeifenschnur

Platting oder Fancywork bedeutet „liebevolle Handarbeit mit Seilen und Knoten“. Vor allem zur Zeit der großen Segelschiffe hatten die Seeleute während Flauten (Windstille) viel Zeit und Muße, sich mit Handwerk zu beschäftigen. Seile, Taue, Tampen und Leinen boten Möglichkeiten,  kunstvolle Verzierungen zu schaffen. Neben kunstvollen Knoten (Zierknoten) als Schmuck von Pfeifenschnüren, Messer und Marlspieker (Spleißnagel) oder Spleißen als Abschluss von Tauen wurden vor allem Leinen geflochten (Platting).

## Flach-Platting
- Durch Flach-Platting entstehen Bänder und Gürtel.
- Geflochtene Gürtel aus Leder werden ebenfalls in Flachplatting ausgeführt.
- In der Backstube bzw. Küche entstehen aus Teig Flachplattings in Form von Butterzopf und Hefezopf.
- Bei Frisuren ist der Haarzopf meist ein „Drei-Strang-Flachplatting“.
- Beim Militär dienen Plattings (z. B. Schützenschnüre) als Auszeichnung und Schmuck bei Militärparaden.

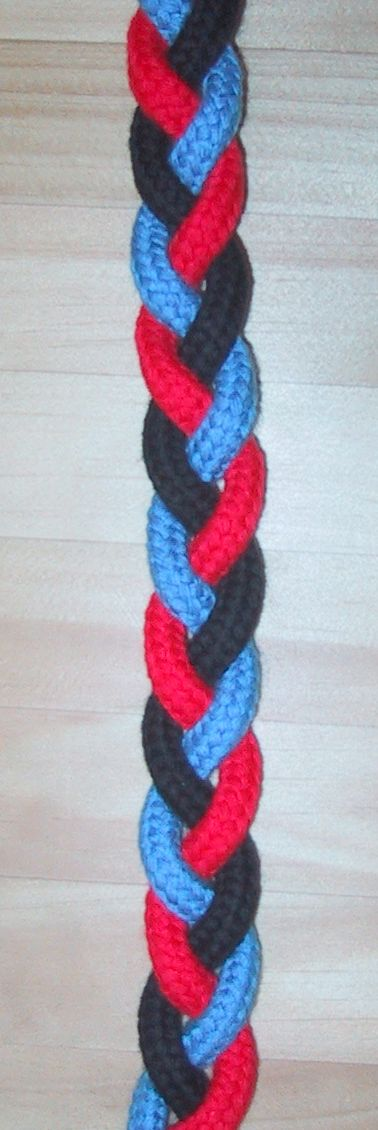
3-Strang-Flachplatting
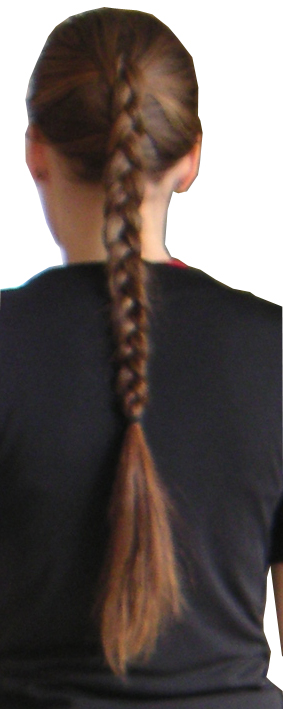
3-Strang-Zopf
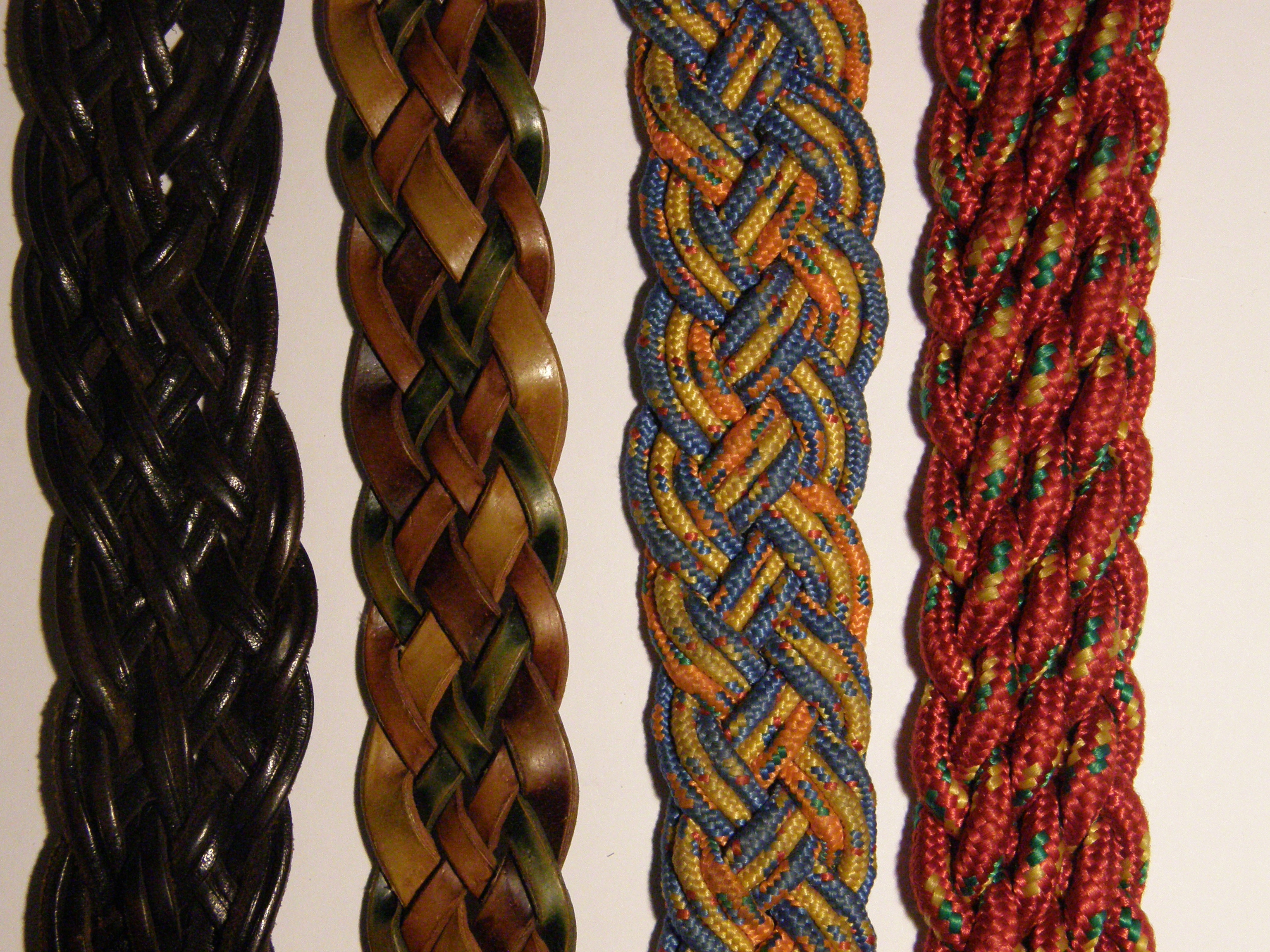
Verschiedene französische Flachplattings (Gürtel)
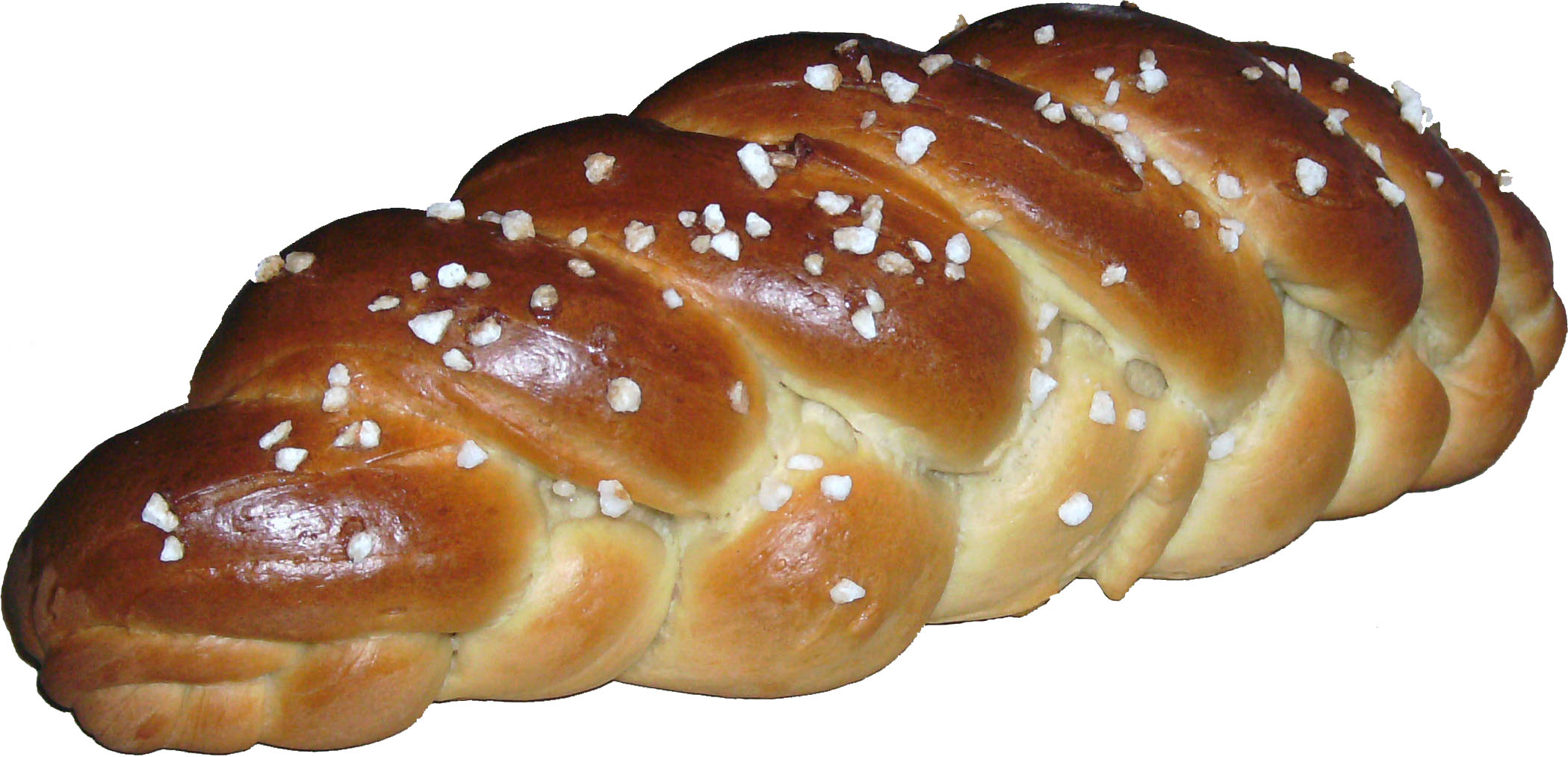
Hefezopf aus fünf Strängen
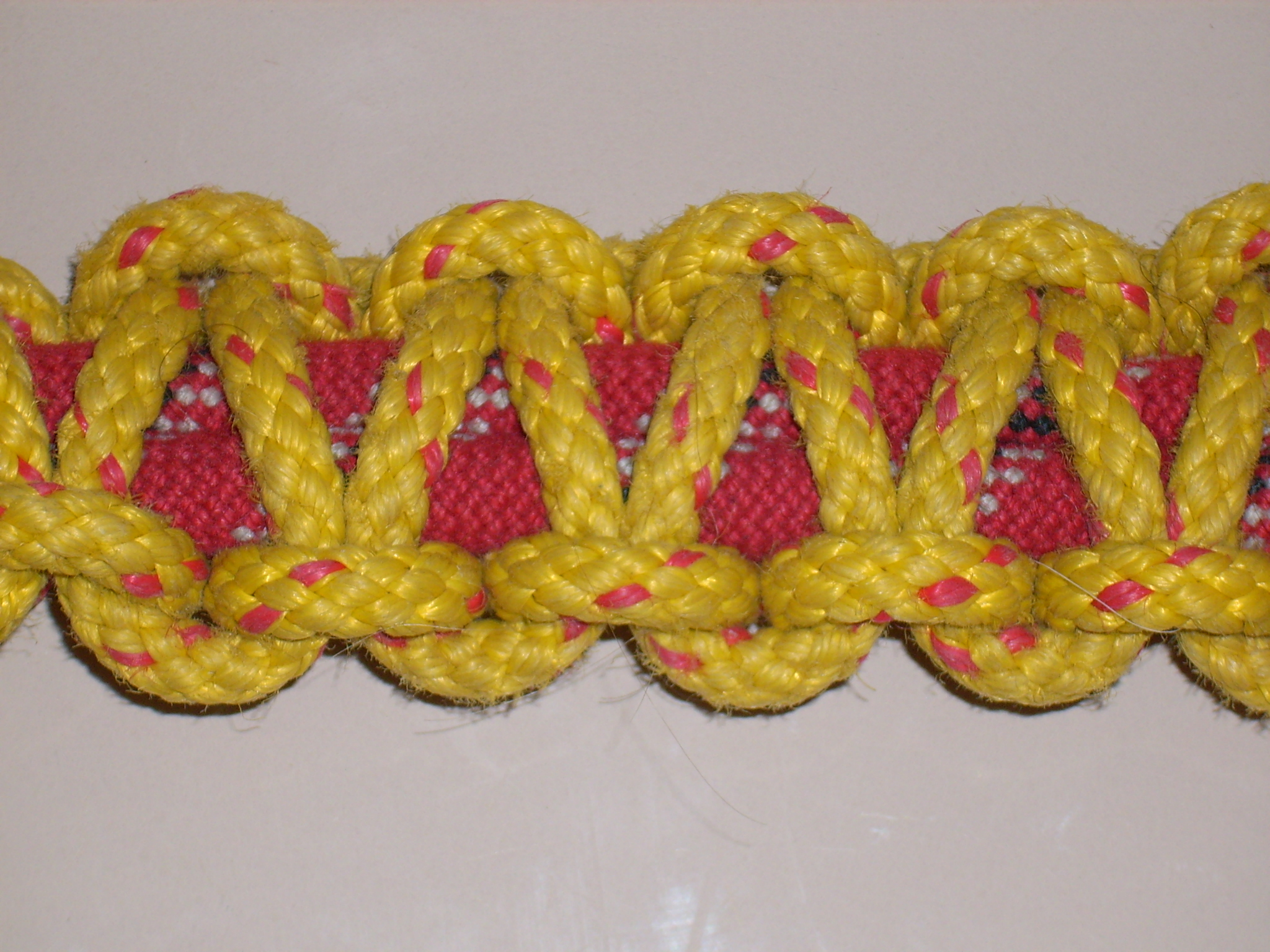
Mit Kreuzknoten
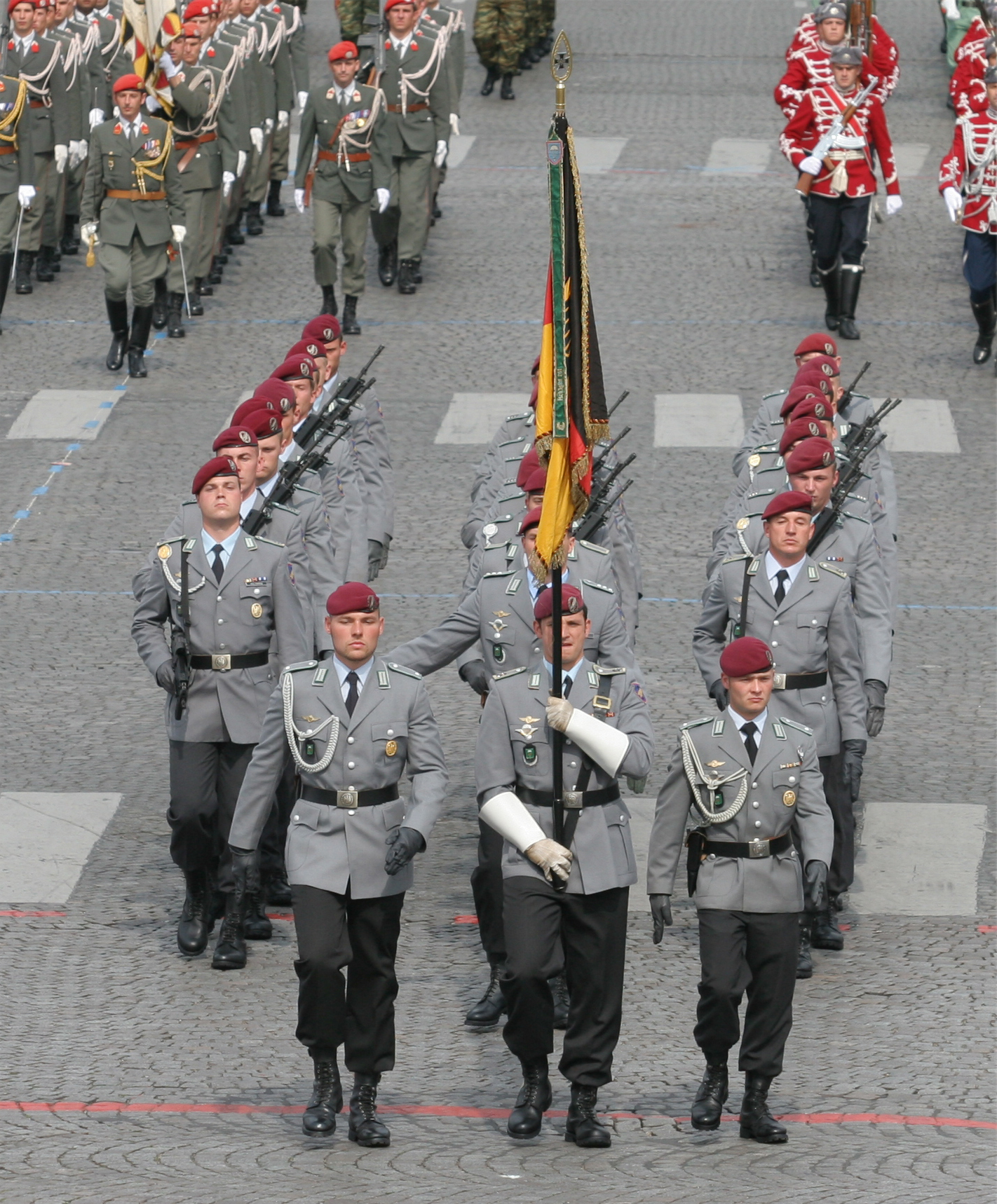
Militärische Plattings
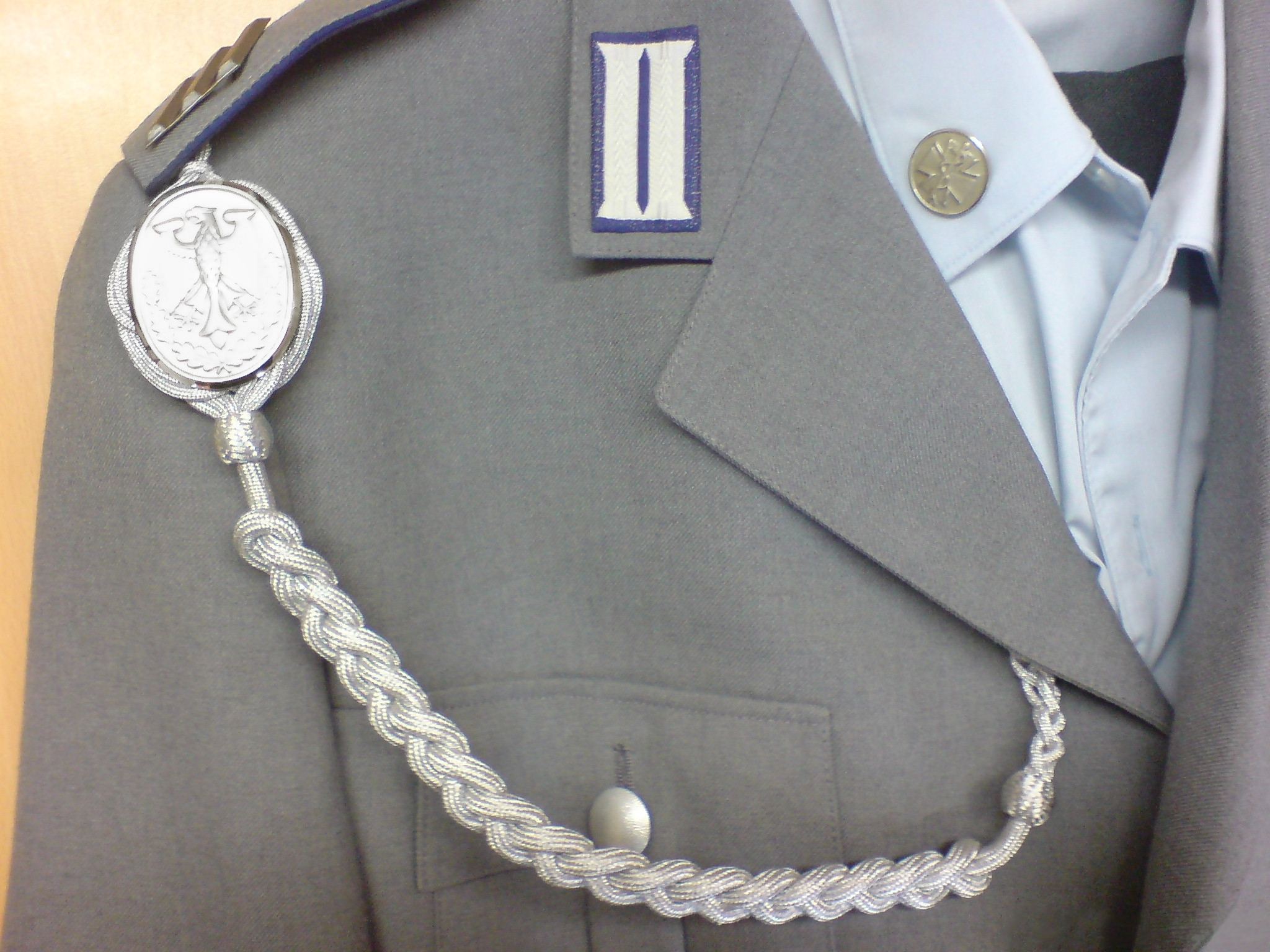
Schützenschnur
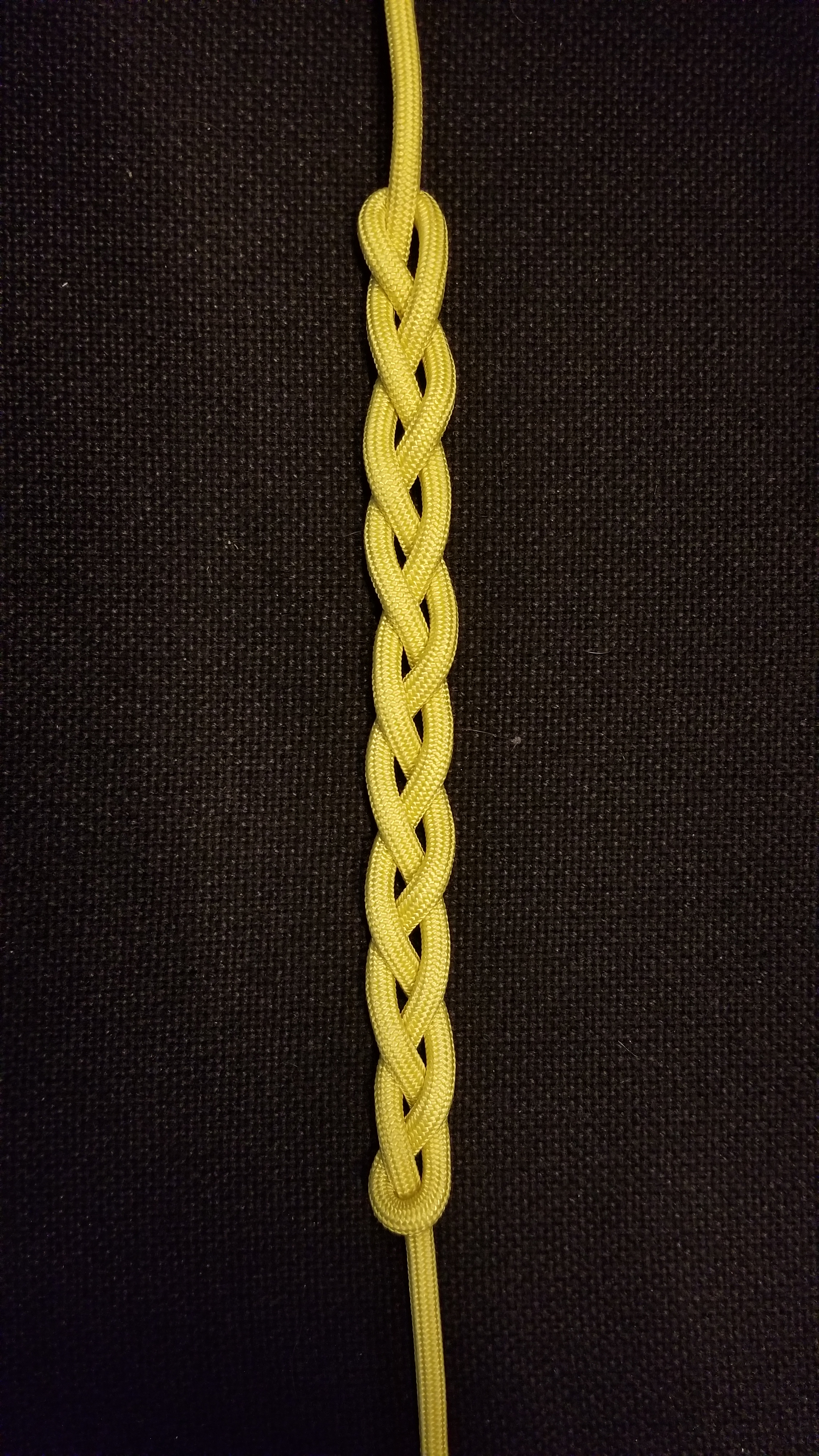
Ein-Strang-Zopfknoten
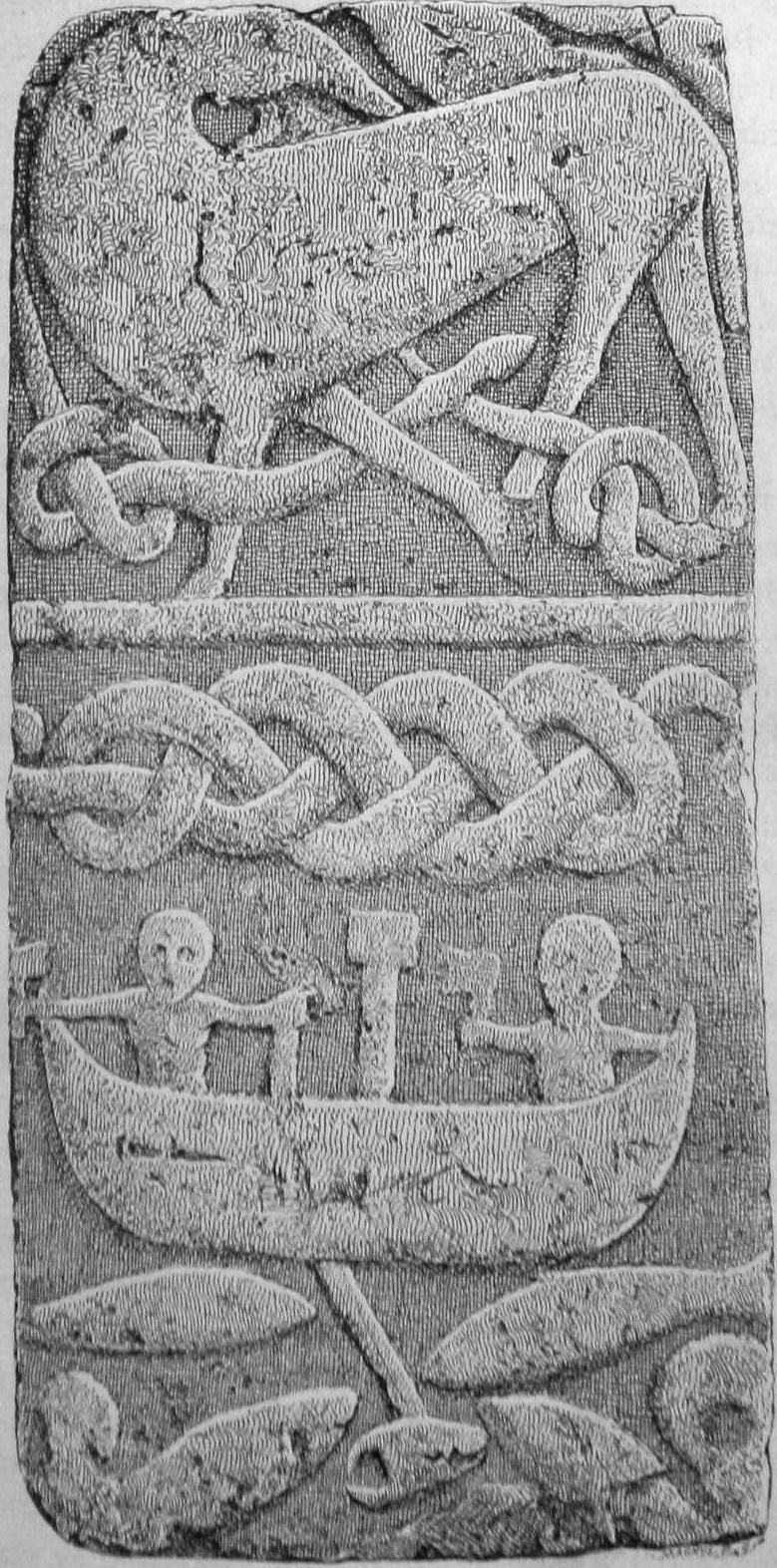
Der als Gosforth-Kreuz bekannte Grabstein mit der mythischen Abbildung von Thors „Fischzug“ bzw. dessen Kampf mit der Midgardschlange. Im Bild ist die Schlange als „Seilverkürzungsstek“ (Twistplatting) ähnlich der Schützenschnur abgebildet.
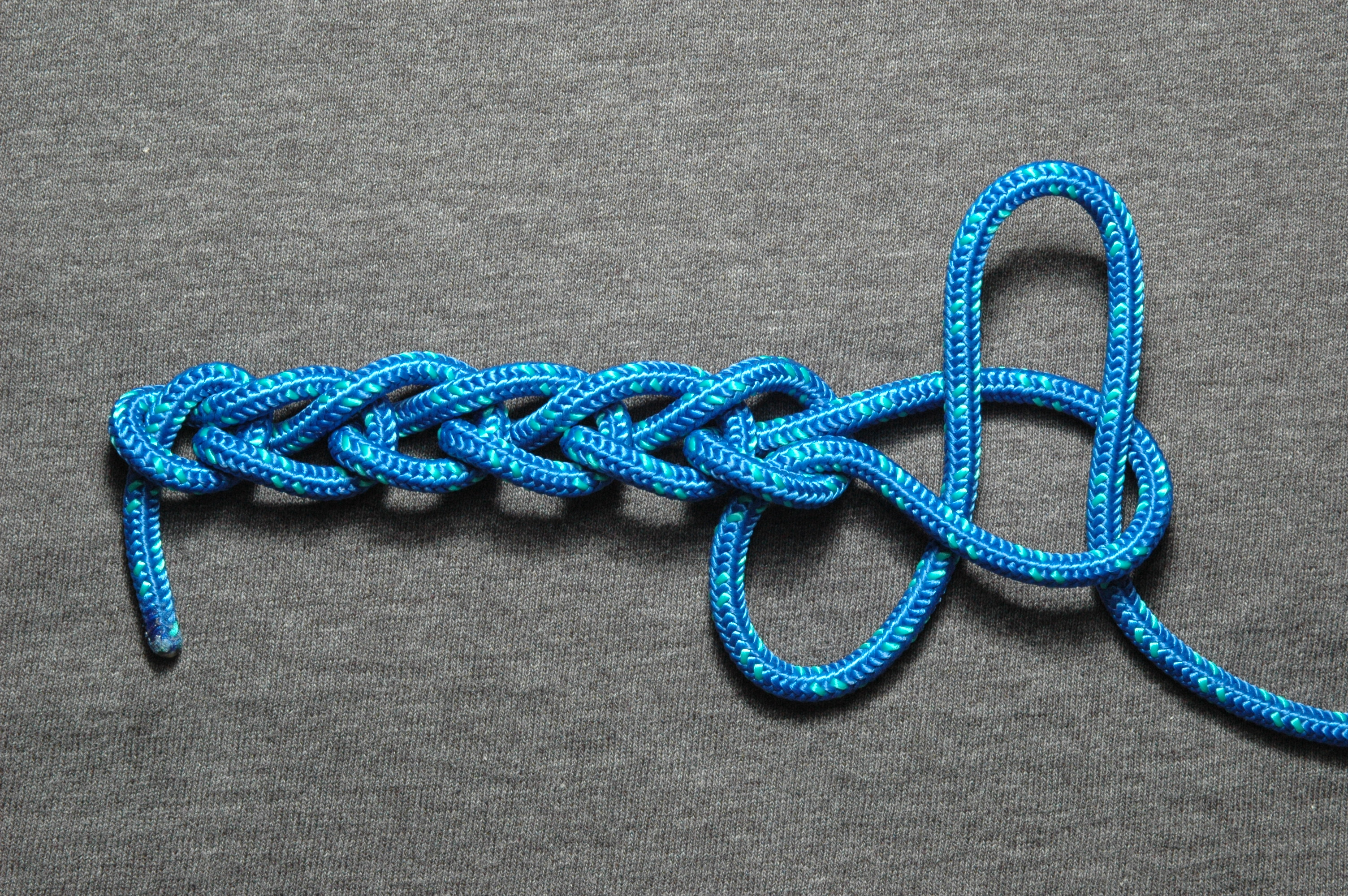
Kettenstek-Muster
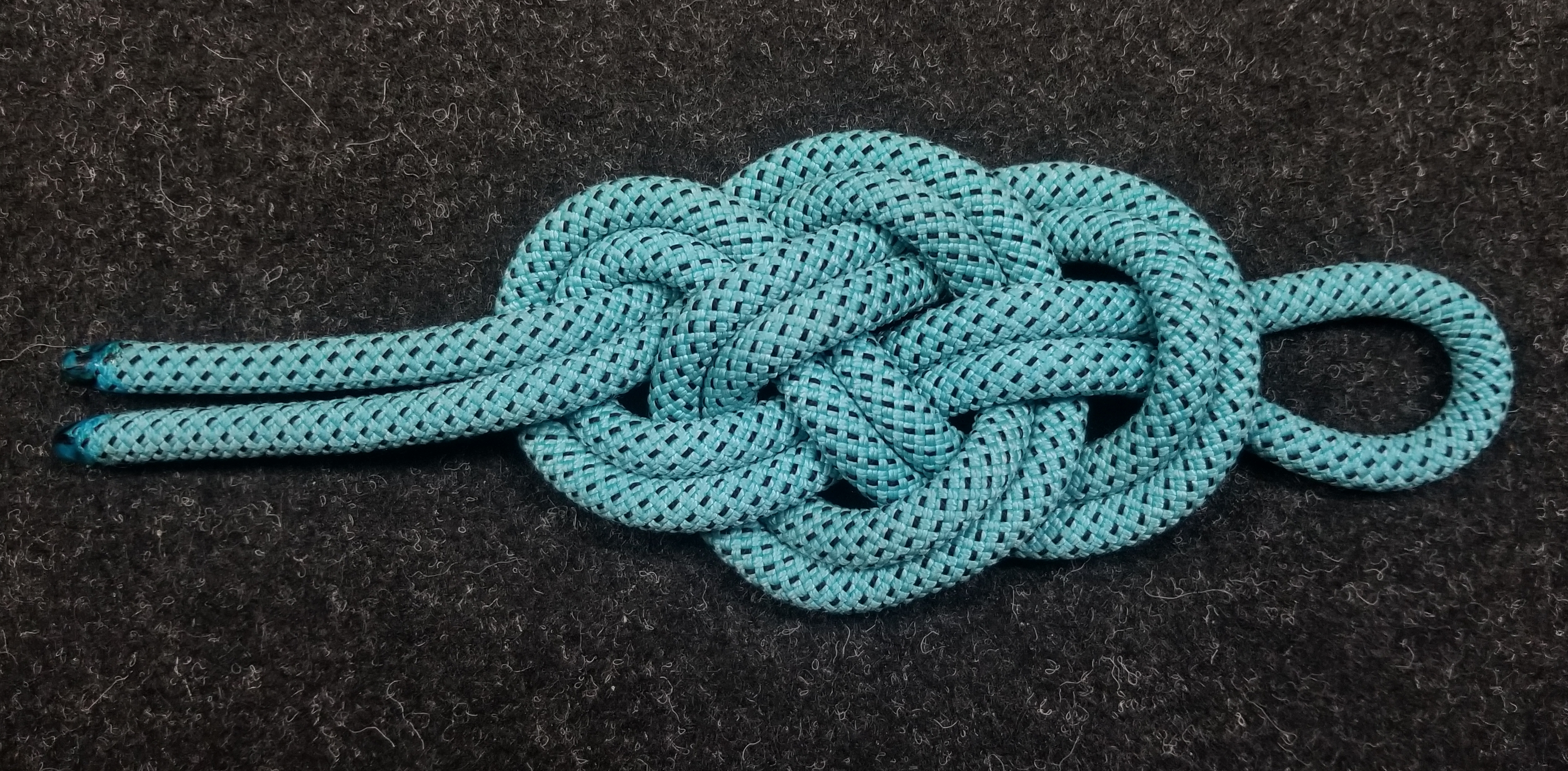
Der Hohenzollernknoten ist ein Knoten aus der Schifffahrt, der historisch als Abzeichen diente und auch im Makramee zu finden ist. Auch einfach nur Flachplatting genannt.

## Rund-symmetrisches Flach-Platting
Rund-symmetrisches Flach-Platting wird verwendet als Topfuntersetzer, Tischmatte oder als Teppich. Verbreitet sind auch ovale und beinahe rechteckige Formen als Schuhabstreifer. Wenn das Grundmuster mit einer Leine einmal gelegt ist, ist die Verbreiterung durch mehrere Lagen einfach.
Das ovale Platting misst 35 × 21 cm und ist aus 7 m Seil mit 10 mm Durchmesser gefertigt. Die Fußmatte misst 35 × 30 cm und ist aus 10 m Seil mit 10 mm Durchmesser gefertigt. Das gleiche Muster wird auch beim „Keltenkreuz“ angewandt.

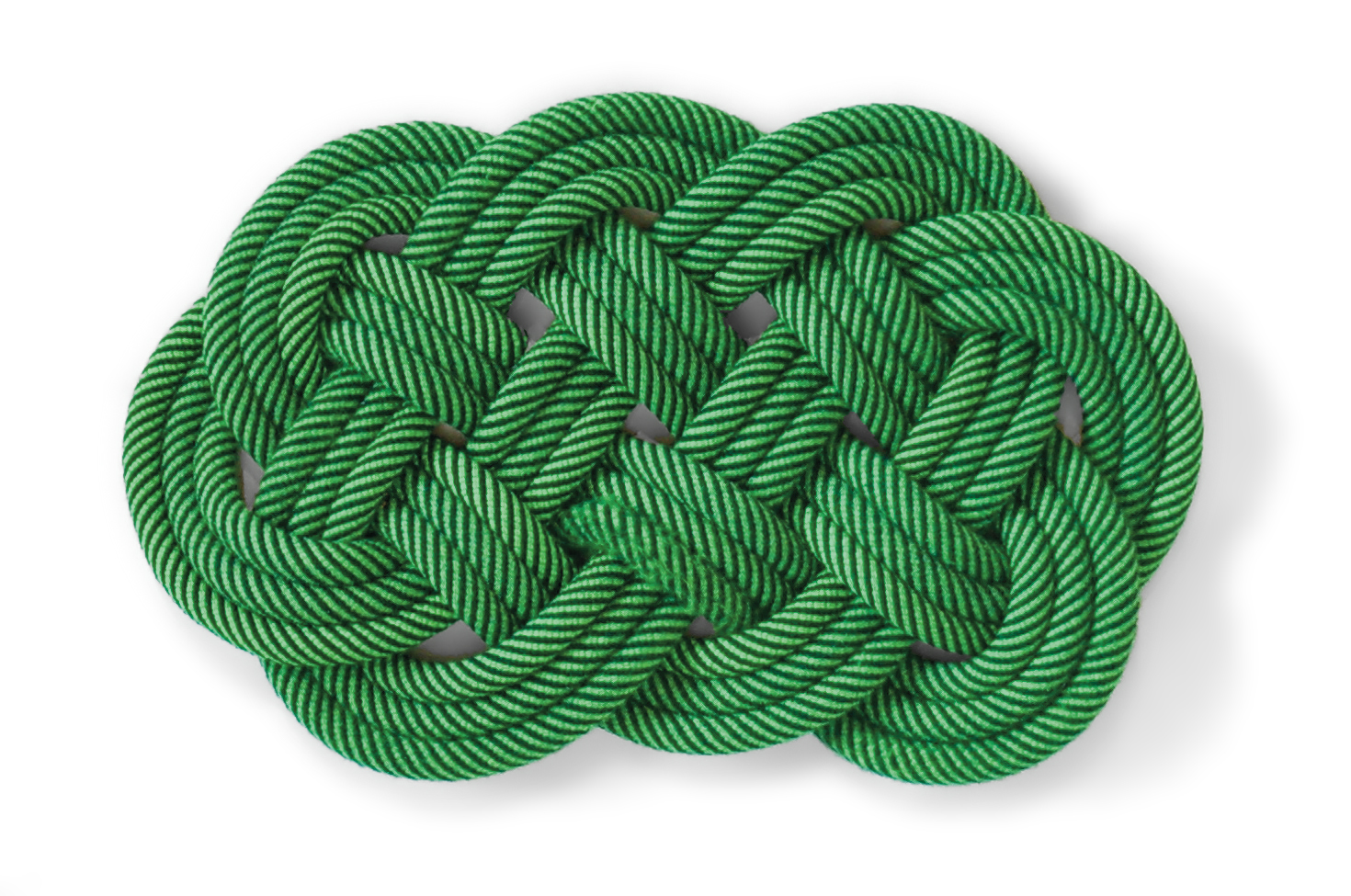
Ovales Flach-Platting 8 × 3. Auch Ozeanmatte[1] genannt.
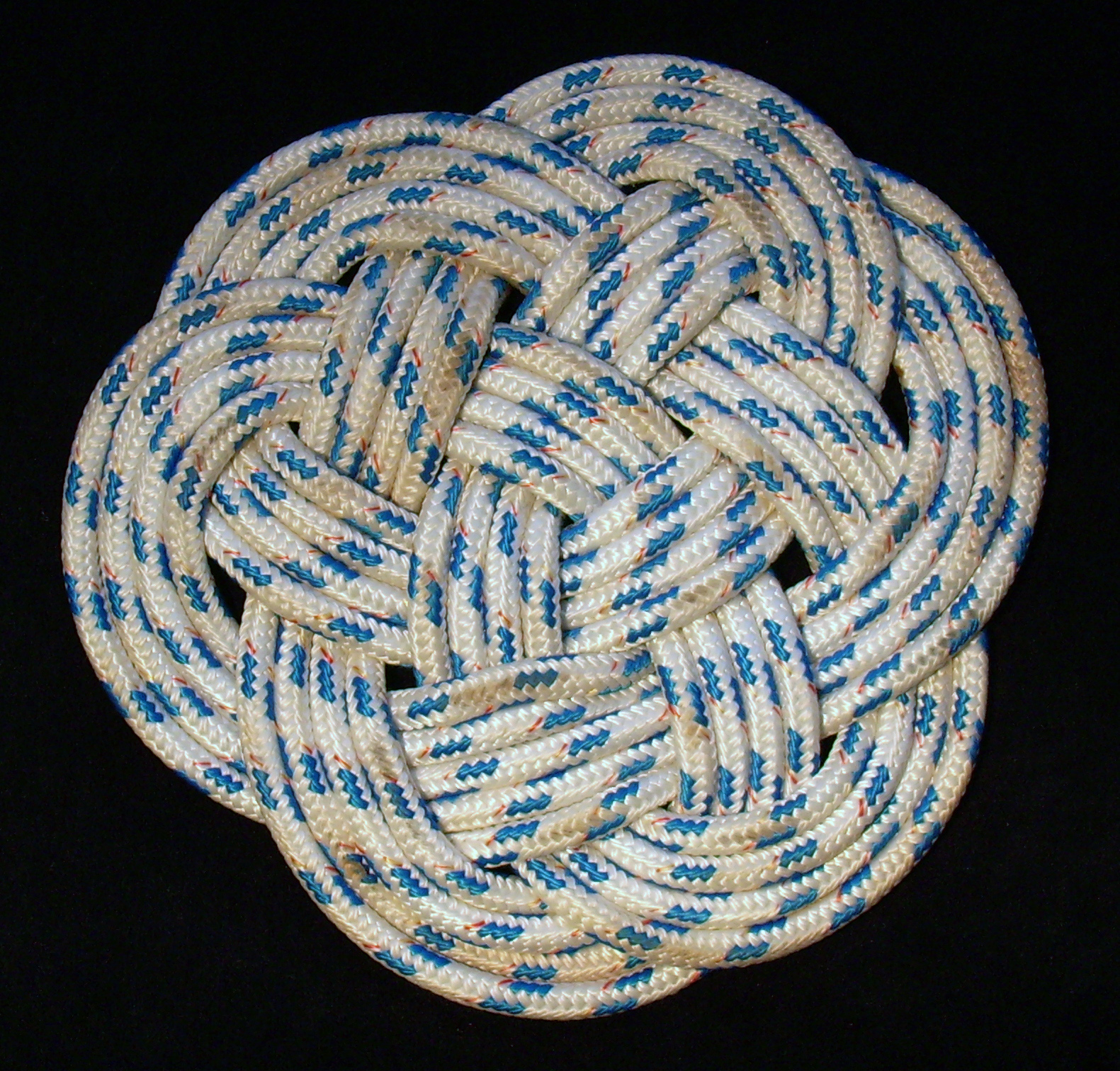
Rund-symmetrisches Flach-Platting 6 × 4
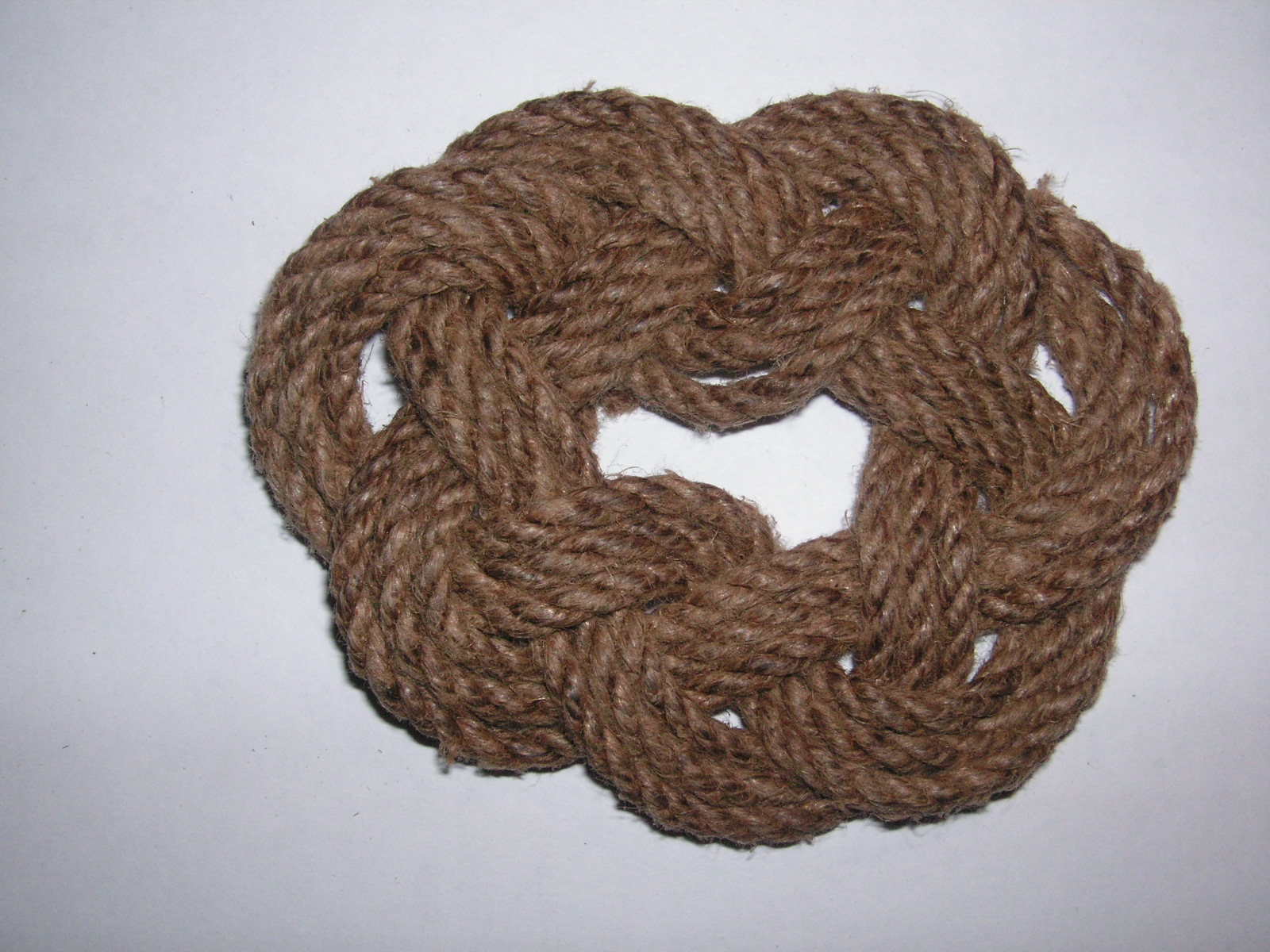
Rund-symmetrisches Flach-Platting als Ring
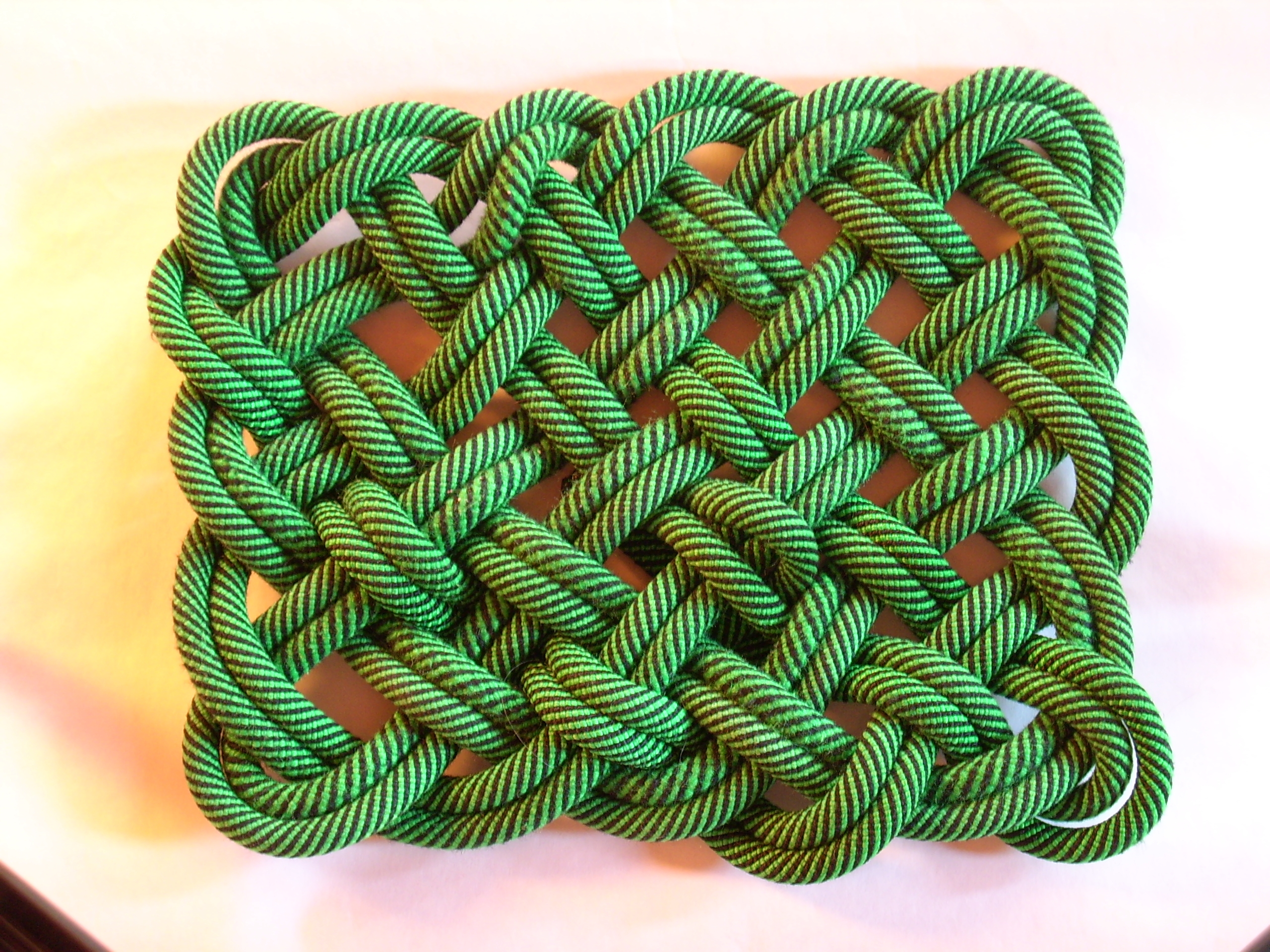
Fußmatte
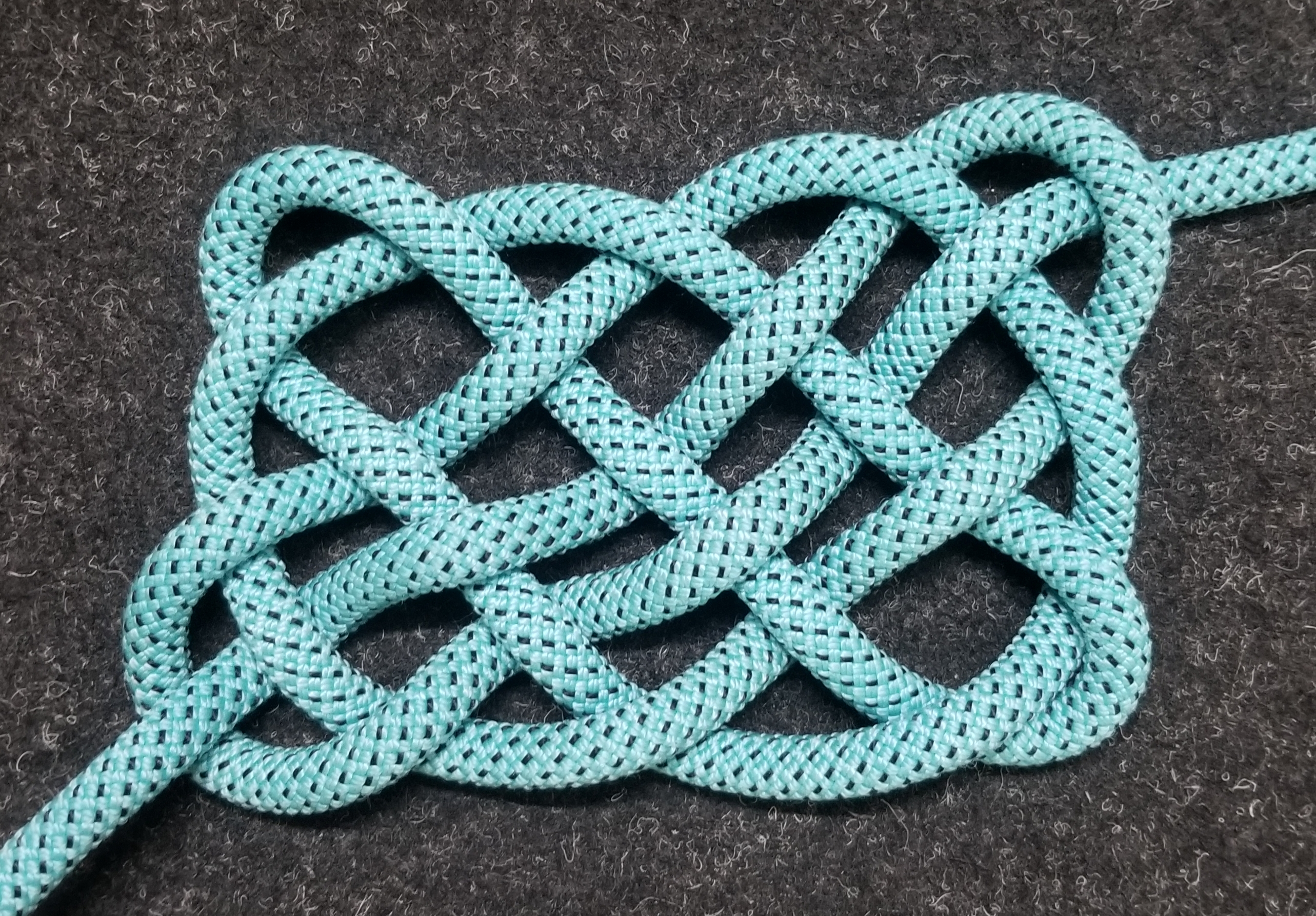
Knoten mit Würfelbindung[2] wie beim Keltenkreuz.
Keltenkreuz mit Flachplatting-Muster

## Rund-Platting
Rund-Platting oder Vierkant-Platting wurde beispielsweise als kunstvoller Handgriff für den Klöppel der Schiffsglocke verwendet. Heute sieht man es oft als Schlüsselanhänger. Weitere Formen sind Kettenplatting, Schraubenplatting (auch Kronenplatting). Das Grundelement sind der Hahnepot, der Kreuzknoten und der Altweiberknoten.

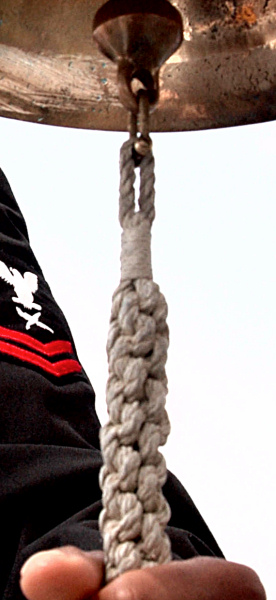
Vierkant-Platting am Handgriff der Schiffsglocke auf der USS Chancellorsville
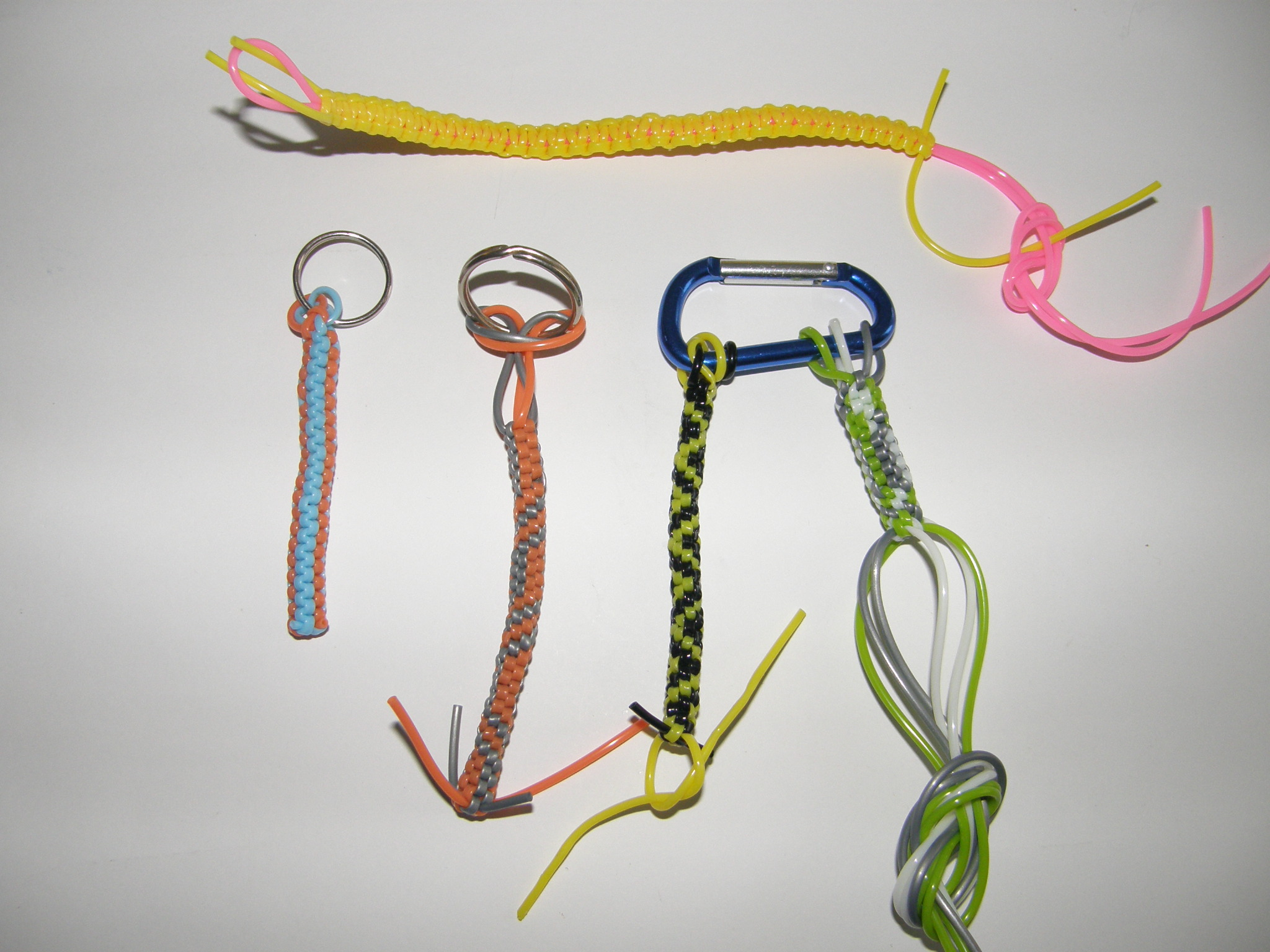
Mit Scoubidou erstellte Plattings als Schlüsselanhänger
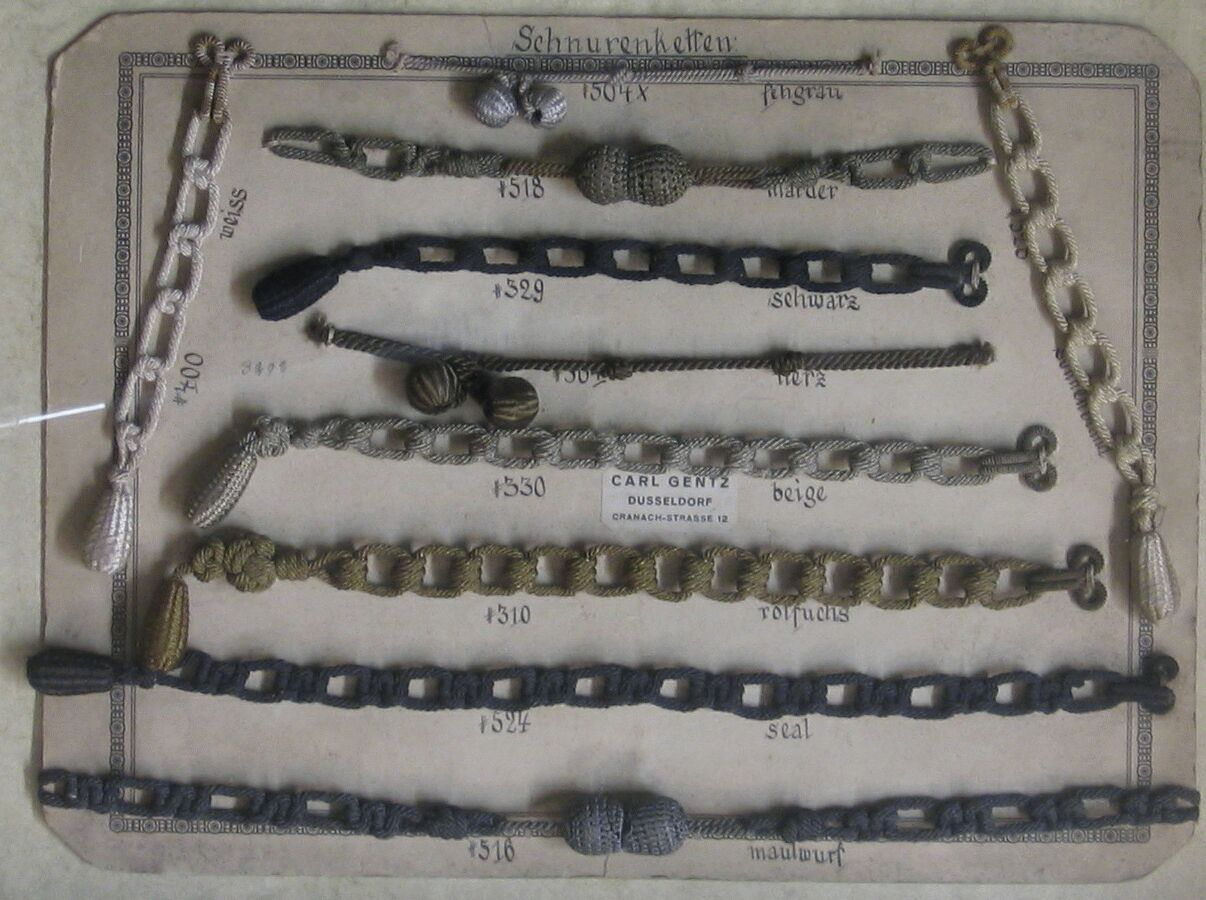
Schnurketten, Posamentenverschluss-Ketten als Pelzschalverschluss

## Ring-Platting
Eine Grundform ist der Türkenbund, der oft als Markierung der Mittelstellung am Steuerrad verwendet wird, aber auch als Armband oder in Form eines Gilwell-Knotens als Halstuchknoten (meist in Leder).

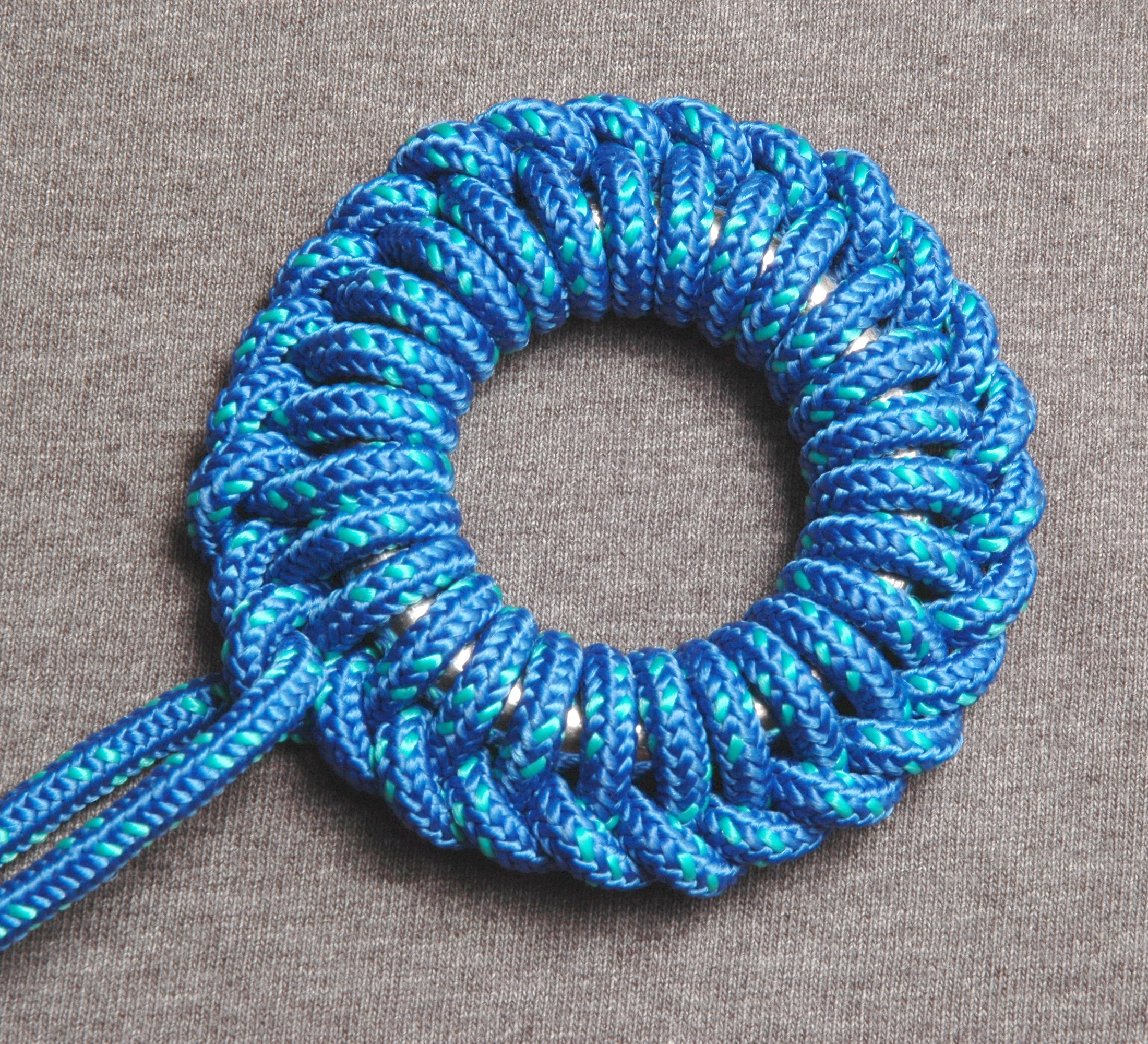
Gleichförmig
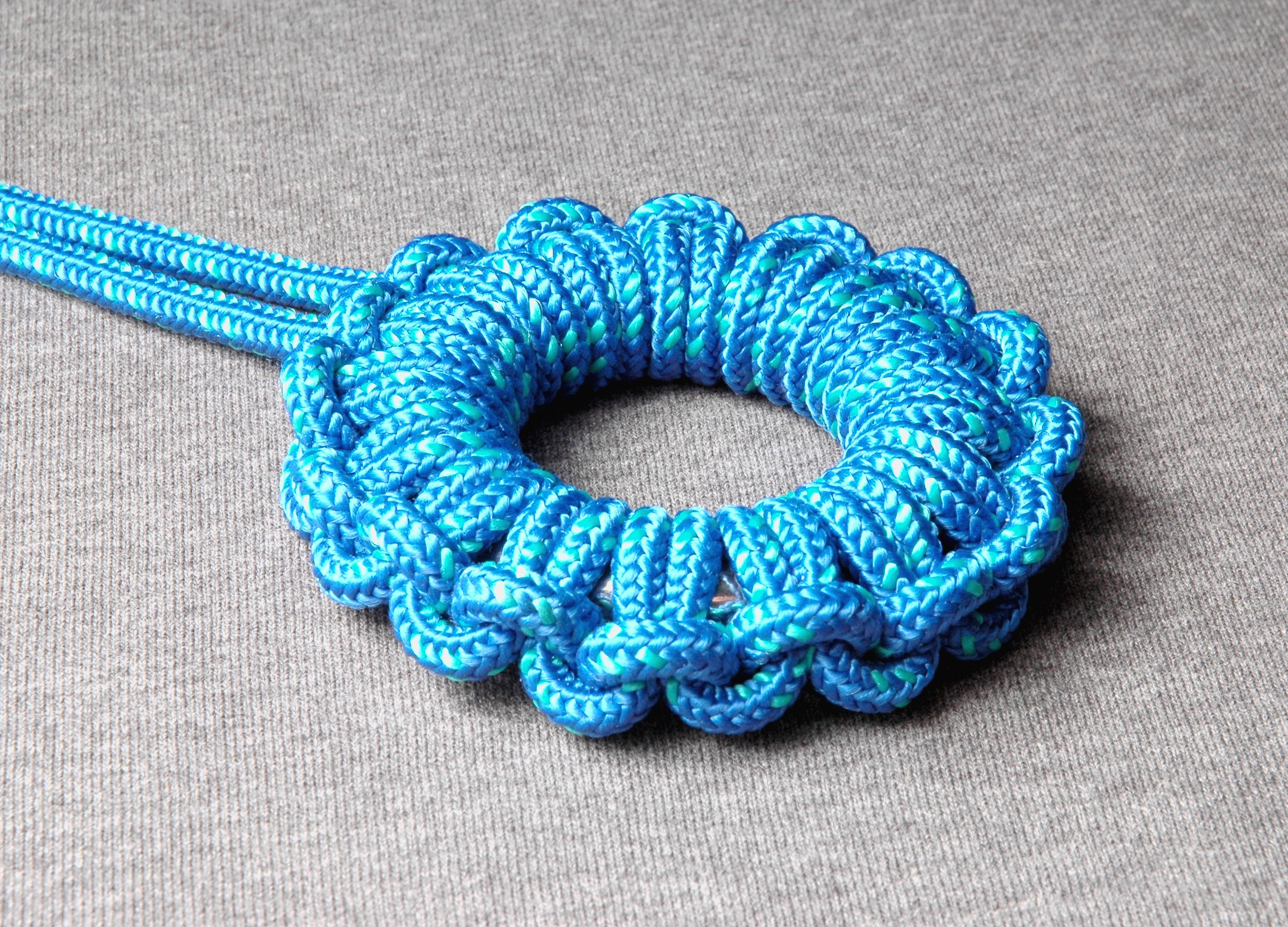
Wechselnd
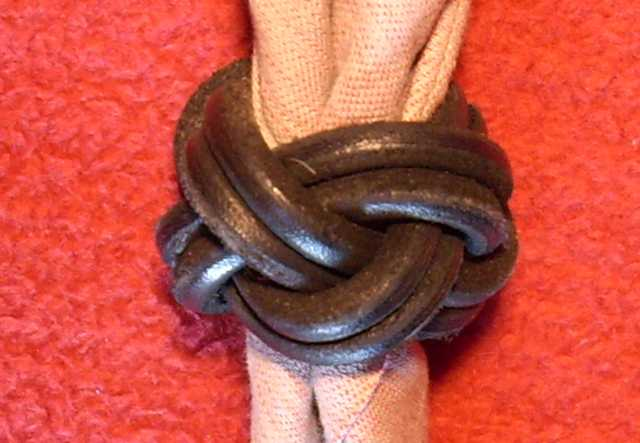
Gilwell-Knoten